# صفت (ژنتیک)

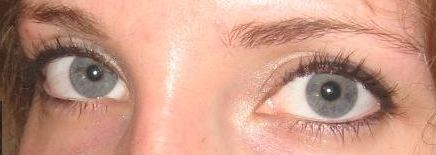
چشمان خاکستری واقعی

یک صفت فنوتیپی (به انگلیسی: Phenotypic trait)، یا به سادگی صفت، و یا به بیان دیگر یک ویژگی (به انگلیسی: Character) یک نوع متمایز از یک ویژگی فنوتیپی از یک جاندار است. ممکن است ارثی باشد یا توسط محیط تعیین شود، اما معمولاً به عنوان ترکیبی از این دو رخ می‌دهد. به عنوان مثال، رنگ چشم ویژگی یک موجود زنده است، در حالی که آبی، قهوه‌ای و فندقی صفت هستند. اصطلاح صفت (trait) عموماً در ژنتیک استفاده می‌شود، اغلب برای توصیف بیان فنوتیپی ترکیب‌های مختلف از آلل‌ها در جانداران فردی از یک جمعیت یکسان، مانند رنگ‌آمیزی گل‌های بنفش در برابر رنگ سفید در گیاهان نخود که توسط گرگور مندل آزمایش شد. در مقابل، در رده‌بندی، اصطلاح ویژگی برای توصیف ویژگی‌هایی به کار می‌رود که نشان‌دهنده تفاوت‌های قایل تفکیک ثابت در میان گونه‌ها، مانند نداشتن دم در میمون‌های بزرگ، نسبت به دیگر گروه‌های نخستی‌سانان است.